# Andrakammarvalet i Sverige 1893
Andrakammarvalet i Sverige 1893 hölls i Sverige 1893. 

## Valsystem
Valsättet var en blandning av indirekta- och direkta val. I 120 av landsbygdens 145 valkretsar tillämpades direkta val och detsamma gällde de 41 stadsvalkretsarna. Resterande 25 landsbygdsvalkretsar tillämpade alltså indirekta val, vilka utfördes av elektorer. Stadsvalkretsarna valde totalt 83 ledamöter. Dessa var i regel enmansvalkretsar med undantag för de största städerna som fick fler mandat, dessa var; Stockholm (25 mandat), Göteborg (10 mandat), Malmö (4 mandat), Norrköping (3 mandat), Gävle (2 mandat), Uppsala (2 mandat), Karlskrona (2 mandat) och Helsingborg (2 mandat). Alla landsbygdsvalkretsar hade ett mandat var.
Rösträtt till andra kammaren hade män som var över 21 år och hade inkomst på minst 800 kronor per år eller ägde en fastighet taxerad till minst 1 000 kronor, eller arrenderade en fastighet taxerad till minst 6 000 kronor. För att vara valbar skulle man ha fyllt 25 år och bo i valkretsen. Av folkmängden den 31 december 1892, 4 806 865, hade 298 810 (6,2 %) rösträtt.

## Valresultat
Valresultatet visade på en viss förskjutning vänsterut på landsbygden. Detta uppvägdes dock av att högerfrihandlarna på Östermalm som var ämbetsmännens valkrets tog fyra mandat från vänstern. Vid 1894 års riksdags öppnande i januari 1894 började mandatperioden och då var de tre största partierna i andra kammaren ungefär jämnstarka. Ett mitten-högerparti kallat Borgmästarepartiet bildades senare under mandatperioden. Partiet utgjordes främst av konservativa frihandlare som bland annat stod för en begränsad rösträttsreform och en moderat socialpolitik inspirerat av Pontus Fahlbecks reformkonservativa idéer. Borgmästarepartiet blev ett av den Boströmska rikspolitikens främsta stöd.

### Partivis
Siffrorna avser de sammanlagda röstetalen för riksdagsledamöter som tillhörde respektive parti under riksdagen 1894 och baseras, liksom antalet mandat, på uppgifter om riksdagsledamöters partitillhörighet från bokserien Tvåkammarriksdagen 1867–1970. Röstetalen på valkretsnivå är hämtade från SCB. I stadsvalkretsar med flera mandat har röstetalen skattats . Det ska också påpekas att partigrupperingarna var relativt diffusa och att partibyten inte var ovanliga.
| Parti                | Parti                  | Röstfördelning | Röstfördelning | Mandat | Mandat |
| Parti                | Parti                  | Röster         | Elektorer      | Antal  | +/-    |
| -------------------- | ---------------------- | -------------- | -------------- | ------ | ------ |
|                      | Nya lantmannapartiet   | 20 887         | 426            | 75     | -13    |
|                      | Gamla lantmannapartiet | 26 680         | 148            | 68     | -2     |
|                      | Centern                | 6 543          | 0              | 23     | -10    |
|                      | Borgmästarepartiet     | 3 352          | 0              | 12     | nytt   |
|                      | Vänstervilde           | 231            | 0              | 1      | ny     |
|                      | Obundna                | 13 170         | 51             | 49     | +16    |
|                      | Övriga                 | 47 832         | 208            | -      | -      |
| Antal giltiga röster | Antal giltiga röster   | 118 695        | 833            | 228    | -      |
| Ogiltiga röster      | Ogiltiga röster        | 1 351          | 1              |        |        |
| Totalt               | Totalt                 | 120 046        | 834            |        |        |

### Ideologisk tillhörighet
|                  | Röster (%) | Mandat | +/- |
| ---------------- | ---------- | ------ | --- |
| Protektionister  | 38,7       | 86     | -2  |
| Frihandlare      | 35,2       | 76     | +4  |
| Högerfrihandlare | 26,1       | 66     | -2  |
| Totalt           | 100,0      | 228    | -   |

### Valdeltagande

#### Antal
|              | Direkta val | Indirekta val | Samtliga val |
| ------------ | ----------- | ------------- | ------------ |
| Städerna     | 37 404      | -             | 37 404       |
| Landsbygden  | 82 642      | 6 644         | 89 286       |
| Hela Sverige | 120 046     | 6 644         | 126 690      |

#### Andel
|              | Direkta val | Indirekta val | Samtliga val |
| ------------ | ----------- | ------------- | ------------ |
| Städerna     | 61,8        | -             | 61,8         |
| Landsbygden  | 41,3        | 17,5          | 37,5         |
| Hela Sverige | 46,0        | 17,5          | 42,4         |

### Fotnoter
1. ↑  Riksdagsordningen 1866
2. ↑  I dessa valkretsar har ett partis röstetal dividerats på antalet röster varje väljare hade att ge. Annars skulle dessa valkretsar överrepresenteras kraftigt i röstfördelningen.
3. ↑  The Swedish electorate 1887-1968, Almqvist & Wiksell
4. ↑  Riksdagen genom tiderna,  Almqvist & Wiksell international